# Непізнаницька сільська рада
Непізнаницька сільська рада (до 1946 року — Старо-Непізнаницька сільська рада) — колишня адміністративно-територіальна одиниця та орган місцевого самоврядування у Ємільчинському районі Коростенської і Волинської округ, Київської та Житомирської областей Української РСР з адміністративним центром у селі Непізнаничі.

## Населені пункти
Сільській раді на час ліквідації були підпорядковані населені пункти:
- с. Непізнаничі
- с. Старі Непізнаничі

## Населення
Кількість населення ради, станом на 1931 рік, становила 1 125 осіб.

## Історія та адміністративний устрій
Створена 30 жовтня 1924 року, відповідно до рішення Волинської ГАТК (протокол № 11/6 «Про виділення та організацію національних сільрад», як Старо-Непізнаницька німецька національна сільська рада, в складі колоній Володимирівка-Андрієвицька (Владимирівка), Нові Непізнаничі та Старі Непізнаничі Нараївської сільської ради Емільчинського (згодом — Ємільчинський) району. 5 лютого 1925 року затверджена як німецька національна. У 1941 році до складу ради передане с. Непізнаничі Андрієвицької сільської ради Ємільчинського району. Га 1 жовтня 1941 року кол. Владимирівка не перебувала на обліку населених пунктів.
Станом на 1 вересня 1946 року сільська рада входила до складу Ємільчинського району Житомирської області, на обліку в раді перебували села Непізнаничі та Старі Непізнаничі.
Ліквідована 11 серпня 1954 року, відповідно до указу Президії Верховної ради Української РСР «Про укрупнення сільських рад по Житомирській області», територію та населені пункти ради приєднано до складу Андрієвицької сільської ради Ємільчинського Житомирської області.